# 1497 Tampere
För andra betydelser, se Tampere (olika betydelser).
1497 Tampere eller 1938 SB1 är en asteroid upptäckt 22 september 1938 av den finske astronomen Yrjö Väisälä vid Storheikkilä observatorium. Asteroiden har fått sitt namn efter det finska namnet på den finska staden Tammerfors.
Den tillhör asteroidgruppen Koronis.